# Ильинская церковь (Ижевск)
Церковь Илии Пророка (Пророко-Ильинская церковь) — православный храм, действовавший в Ижевске с 1765 по 1936 год.

## История
Первая деревянная церковь была построена в посёлке Ижевского завода в 1765 году по ходатайству командира завода генерал-майора Андрея Ирмана. Церковь была освящена в честь Святого Пророка Илии. Существует предание о том, что в июне 1774 года духовенство, опасаясь грабежей со стороны войск Пугачёва, решило спрятать церковный крест в лесу за пределами посёлка. Крест был обнаружен в сентябре 1817 года, а на месте находки в 1879 году была построена часовня.
В 1777 году Ильинская церковь была перенесена на место нынешнего Невского собора. В перенесённой церкви было освящено 2 придела: главный — во имя Пророка Илии и придельный — в честь Великомученицы Екатерины.
18 мая 1810 года церковь сгорела в результате сильного пожара, нанёсшего ущерб половине посёлка. Первый ижевский протоиерей Захарий Лятушевич, с 1808 года ставший настоятелем Ильинской церкви, пожертвовал свой второй каменный жилой дом, который перестроили в церковь по проекту С. Е. Дудина.
В 1842 году по просьбе ижевских единоверцев Ильинская церковь была обращена в единоверческую и оставалась такой до 1920 года.
В январе 1879 года прихожане обратились к начальнику Ижевского завода П. А. Бильдерлингу и в Главное артиллерийское управление с просьбой выделить землю под строительство нового здания церкви. Заводское руководство и управление ответили, что не могут распоряжаться землёй в посёлке. Только Военное министерство разрешило безвозмездно отвести причту Ильинской церкви участок земли длиной 10 саженей ¾ аршина, шириной 10 саженей. В 1881 году на средства местного священника Михаила Караваева и прихожан на углу улиц Троицкой и Церковной было построено одноэтажное каменное здание церкви, которое было освящено 16 ноября 1886 года. В 1897 году к нему была пристроена колокольня.
В 1911 году при церкви было открыто единоверческое братство.
На основании постановления Президиума ЦИК УАССР от 20 января 1936 года Пророко-Ильинская церковь была закрыта и разрушена. После этого на месте церкви располагались передвижные зверинцы, цирки-шапито и аттракционы, в зимнее время — ледяные горки. В 1958 году на месте бывшей церкви было построено здание Национальной библиотеки Удмуртской Республики и воздвигнут памятник В. И. Ленину.